# 趙台萍
趙台萍（1952年8月28日—2005年7月12日），臺灣散文作家。據其自述，因父母在海南島撤退時，家眷失離，半年後在基隆港碼頭相逢，乃生第二個女兒，故名台萍。出生地為台灣省台中市旱溪眷村，及長服務於中興新村臺灣省政府秘書處達二十五年，至1998年7月因政府精簡台灣省府而告退休。趙台萍一生熱愛散文寫作，1978年緣情牽引同屬文學嗜好而在省府人事處服務的鄭定國定情結褵，從此鍾愛一生。卻不幸於2005年7月12日病逝於中國天津，享年54歲。

## 生平
趙台萍是一位平實散文作家。父親趙瑞（1920-1988，字祥光，浙江縉雲人），母親何安禧（1927-1992，浙江龍游人），1949年父親來台退役後在中興新村臺灣省政府秘書處任職視察，1985年退休。趙台萍結褵後與夫婿鄭定國鶼鰈情深，鄭定國一直都伴隨著她從事散文抒情寫作。鄭定國也受到她真愛的感召及家人的支持，遂於1989年完成中國文化大學中國文學系研究所博士學位研究。同年趙台萍亦提議與母親何安禧及舅父一同回大陸浙江龍游省親，促成母親代替其父親達成歸鄉的遺願。趙台萍一生努力以赴無憾無愧。謝世之後，鄭定國也為趙台萍編撰《趙台萍散文集》，兩人真情真愛還諸天地。

## 作品年表
- 1972年：〈綠色小札〉、〈慈暉〉（1972.10.07及10.30台灣日報副刊）
- 1979年：〈生活紀要1至16〉
- 1982年：〈生活紀要17至29〉
- 1983年：〈生活紀要30至39〉
- 1985年：〈生活紀要40〉
- 1990年：〈前塵往事憶我父（初版）〉（1990.08.01《古今藝文》16卷4期，彰化）
- 1991年：〈寶貝，我把五元變大了〉、〈阿媽的廚藝孫〉
- 1992年：〈我的菩提因緣路〉（1992觀世音靈感錄）
- 1993年：〈禪修日記1至4〉
- 1994年：〈禪修日記5至7〉、〈旅歐見聞二、三則〉（1994.05花團錦簇少年遊）
- 1995年：〈禪修日記8至18〉、〈與子相處密笈〉、〈我的遺囑〉
- 1996年：〈禪修日記19至21〉
- 1997年：〈吾母吾子〉（皇冠雜誌1997年《心情故事專輯》）
- 1999年：〈阿母的話—台灣諺語的智慧〉（1999.11《台灣月刊》203期）
- 2000年：〈別讓你的郵票睡著了〉（2000.02《台灣月刊》206期）、〈前塵往事憶我父（修正版）〉（2000.06《台灣月刊》210期）、〈心情郵件〉〈展顏最美〉（2001.06.01雲林科大《雲聲文苑》85期）
- 2001年：〈展顏最美〉（2001.06.01雲林科大《雲聲文苑》85期）、〈做伙來去綠島飆車〉（2001.08.15雲林科大《雲聲文苑》90期）、〈突破〉（雲林縣921周年「走過九二一迎向新光明」徵文，獲社會組優選，中國時報2001年8月28日雲林新聞18版）、〈等待雛鳥展翅〉（2001.11.14聯合報繽紛版）、〈解開怎一個愁字了得的內心深處鬱結〉、〈性靈對話1至76〉
- 2002年：〈吃葡萄的心情—你選擇做那一種人〉（2002.03.03聯合報36版繽紛版）、〈我家的黑馬〉（2002.09.25中央日報副刊15版）、〈愛台灣，當然〉（台灣日報《戀戀島嶼》，3月20日獲台灣日報百萬徵文大賽入選，獎金壹萬元）、〈阿爸的歸鄉路〉（12月20日榮獲青溪新文藝散文類銅像獎牌壹座，獎金參萬元）、〈側記倒走中國絲路感性之美〉
- 2003年：〈性靈對話77至81〉、〈第二春〉、〈兒子的自傳〉
- 2004年：〈認錯〉、〈源頭〉、〈黑太太〉、〈葫蘆乾坤〉、〈給兒子的信件〉

## 家庭
趙台萍在家中排行第四。在《趙台萍散文集》書中，均有所述及。
- 父親：趙瑞（1920-1988，字祥光，浙江縉雲人），於1949年從海南島來台後1971自軍中退役，經省訓團受訓任中興新村臺灣省政府秘書處服務，至1985年任職視察退休。
- 母親：何安禧（1927-1992，浙江龍游人）為家庭主婦，管教子女嚴而不苛，與鄰里相處和睦。
- 夫婿：鄭定國在1978年台灣省政府舉辦之第67屆集團結婚中，兩兩結緣秦晉之好，夫婿初職台灣省政府人事處服務，1980年淡江大學碩士班畢業後轉職台中高農擔任國文教師。1989年中國文化大學中文博士班畢業後，獲聘雲林科技大學專任教授、系所主任。復於嘉義縣南華大學成立台灣文學研究中心時，受聘擔任專任教授兼研究中心主任。

## 外部連結
- 南華大學台灣文學研究中心